# TF-5
Die Nordautobahn TF-5, auch TF 5 oder Autopista del Norte de Tenerife genannt, ist eine Autobahn auf der spanischen Insel Teneriffa. Sie verbindet auf einer Länge von 39,5 km die Hauptstadt Santa Cruz de Tenerife mit der Stadt Los Realejos südlich von Puerto de la Cruz (an der nordwestlichen Küste), wobei sie zehn der 31 Gemeinden Teneriffas berührt. Sie ist neben der Südautobahn TF-1 eine der Hauptverkehrsstraßen auf der Insel.
Gegen die ursprünglich geplante Verlängerung der Autobahn bis Icod de los Vinos kam es zu Bürgerprotesten und Unterschriftenaktionen. Die lokalen Politiker befürworten aber nach wie vor den weiteren Ausbau der Autobahn über Icod de los Vinos, El Tanque zur Autopista del Sur bei  Santiago del Teide, so dass dann ein Autobahnring entstünde.
Die bislang noch nicht ausgebaute Landstraße wird ebenfalls unter TF-5 geführt.

## Gemeinden
1. Santa Cruz de Tenerife: Anschluss zur Autopista del Sur de Tenerife (TF-1)
2. La Laguna: Anschluss zur Autovía Interconexión Norte-Sur (TF-2)
3. Tacoronte
4. El Sauzal
5. La Matanza
6. La Victoria
7. Santa Úrsula
8. La Orotava
9. Puerto de la Cruz
10. Los Realejos